# Dracophyllum ouaiemense
Dracophyllum ouaiemense är en ljungväxtart som beskrevs av Virot. Dracophyllum ouaiemense ingår i släktet Dracophyllum och familjen ljungväxter. Inga underarter finns listade i Catalogue of Life.